# GJ 1253
GJ 1253 (LHS 3549 / NLTT 49289 / Wolf 1069) es una estrella en la constelación de Cygnus, el cisne, visualmente separada 2º de la variable V778 Cygni.
Se encuentra a 30,3 años luz del sistema solar.
GJ 1253 es una de las numerosas enanas rojas en nuestro entorno cercano.
Éstas son estrellas de muy baja masa cuya energía se genera a un ritmo lento por fusión nuclear del hidrógeno en helio a través de la cadena protón-protón, emitiendo muy poca luz.
La masa de GJ 1253 es ligeramente superior al 15 % de la masa solar y su luminosidad —en el espectro visible— es inferior a dos diezmilésimas de la luminosidad solar.
En consecuencia, es una estrella de brillo muy tenue de magnitud aparente +14,04.
De tipo espectral M5, su temperatura efectiva es de sólo 2842 K.
Su velocidad de rotación proyectada es igual o inferior a 4,5 km/s.
GJ 1253 muestra variaciones en la emisión Hα, lo que se relaciona con la presencia de llamaradas o erupciones gigantes.
Observaciones realizadas en distintas épocas han revelado que la emisión Hα se activa en períodos inferiores a un mes. Ello puede estar provocado por una región activa que, al rotar la estrella, entra y sale de nuestro campo de visión, o bien por la existencia de violentas llamaradas.
GJ 1253 es probablemente una estrella fulgurante de características similares a las de la vecina Próxima Centauri.

## Sistema planetario
Un compañero planetario de Wolf 1069 fue descubierto en 2023 a través de la velocidad radial. Tiene una masa mínima cercana a la de la Tierra y orbita dentro de la zona habitable de su estrella, con un período orbital de 15 días. Este planeta no transita por su estrella anfitriona. Las observaciones han descartado cualquier planeta adicional de más de una masa terrestre con períodos orbitales de menos de 10 días.
A partir de su descubrimiento, Wolf 1069 b es el sexto planeta de masa terrestre conocido más cercano dentro de la zona habitable definida de forma conservadora, después de Proxima Centauri b, Gliese 1061 d, Teegarden c y Gliese 1002 b & c.